# 槍ヶ岳
槍ヶ岳（やりがたけ）は、飛騨山脈南部にある標高3,180 mの山である。山域は中部山岳国立公園に指定されており、日本で5番目に高い山である。長野県松本市・大町市・岐阜県高山市の境界にある。初登攀は僧の播隆上人。日本百名山、新日本百名山及び花の百名山に選定されている。

## 概要
通称「槍」。名前の如く天に槍を衝く形が特徴的な高山であり、登山者でにぎわい、穂高岳などと共に多くの登山者の憧れの的となっている。
深田久弥は、『日本百名山』の中で
と述べている。
開山者は、播隆上人（1786年 - 1840年）である。開山と登山道整備の歴史は当該項目を参照されたい。宗教目的以外での初登頂は1878年のウィリアム・ゴーランドで、1892年のウォルター・ウェストンがそれに続いた。
槍ヶ岳は四方に尾根と沢を伸ばしている。尾根は東西南北に、東鎌・西鎌・槍穂高・北鎌の四稜、沢は東南に槍沢、南西に飛騨沢（槍平）、北西に千丈沢、北東に天上沢の四沢である。梓川源流部の槍沢上部標高2,500 m付近の天狗原に天狗池があり、周辺は氷河公園と呼ばれている。周辺は圏谷（カール）地形となっている。

## 人間史
- 1828年（文政11年）7月20日 (旧暦) - 播隆上人が中田又重郎（現在の安曇野市三郷小倉）などの協力を得て初登頂し開山したとされる[6]。
- 1878年（明治11年）7月28日 - ウィリアム・ゴーランドが外国人としての初登頂[3][注釈 1]。
- 1892年（明治25年）8月 - ウォルター・ウェストンが登頂[7]。
- 1902年（明治35年） - 小島烏水が登頂し、以後多くの日本人が登頂するようになった[8]。
- 1913年（大正2年） - 夏にウォルター・ウェストン夫妻が登頂。ウェストン夫人が女性としての初登頂[9]。
  - 田部重治らが島々から徳本峠を越えて、上高地を経て立山温泉までの飛騨山脈大縦走の際に登頂した[10]。
- 1915年（大正4年） - 内藤千代子が、日本人女性としての初登頂。
- 1916年（大正5年）8月 - 東久邇宮稔彦王らが登頂し、周辺の登山道が整備されるようになった。
- 1920年（大正9年）秋 - 小林喜作らにより、中房温泉から槍ヶ岳に向かう当時最短ルートであった喜作新道が開設された[11]。
- 1922年（大正11年）6月 - 小林喜作が殺生小屋（現在の殺生ヒュッテ）を開業。
  - 日本百名山の著者である深田久弥が登頂[3]。
  - 夏 - 土橋荘三・中山彦一パーティーが小槍南面フェイス右ルートを初登攀。
  - 冬 - 慶應義塾大学のパーティーが槍ヶ岳冬期初登頂。
- 1924年（大正13年）冬 - 麻生武治がスキーで登頂。
- 1926年（大正15年）8月 - 穂苅三寿雄により槍ヶ岳山荘が建造された。
- 1927年（昭和2年） 伊藤愿が小槍単独初登攀。
- 1934年（昭和9年）12月4日 - 山域は、中部山岳国立公園に指定された。その特別保護地区に指定されている[2]。
- 1936年（昭和11年）1月 - 加藤文太郎が北鎌尾根で遭難[12]。
- 1949年（昭和24年）1月 - 松濤明が北鎌尾根でパートナー有元克己と共に遭難死。後に『風雪のビバーク』が出版される。
- 1959年（昭和34年） - 12月20日 - 専修大学山岳部員が北鎌尾根を登山中に雪崩に遭遇し、9名が死亡した。
- 1968年（昭和43年）5月 - 新田次郎が『槍ヶ岳開山』[13] の播隆上人を主人公とした伝記小説を文藝春秋 から出版した。
- 2005年（平成17年）秋 - 左俣谷から奥丸山へ登る登山道が新設された。これにより、新穂高温泉から左俣谷沿いの道を遡り奥丸山から稜線づたいに槍ヶ岳に至る新たなルートとなった。
- 2012年8月18日、山頂での落雷により、関西電力の元常務で関電不動産社長の67歳の男性が死亡した。死因は感電死[14]。

## 三角点の扱い

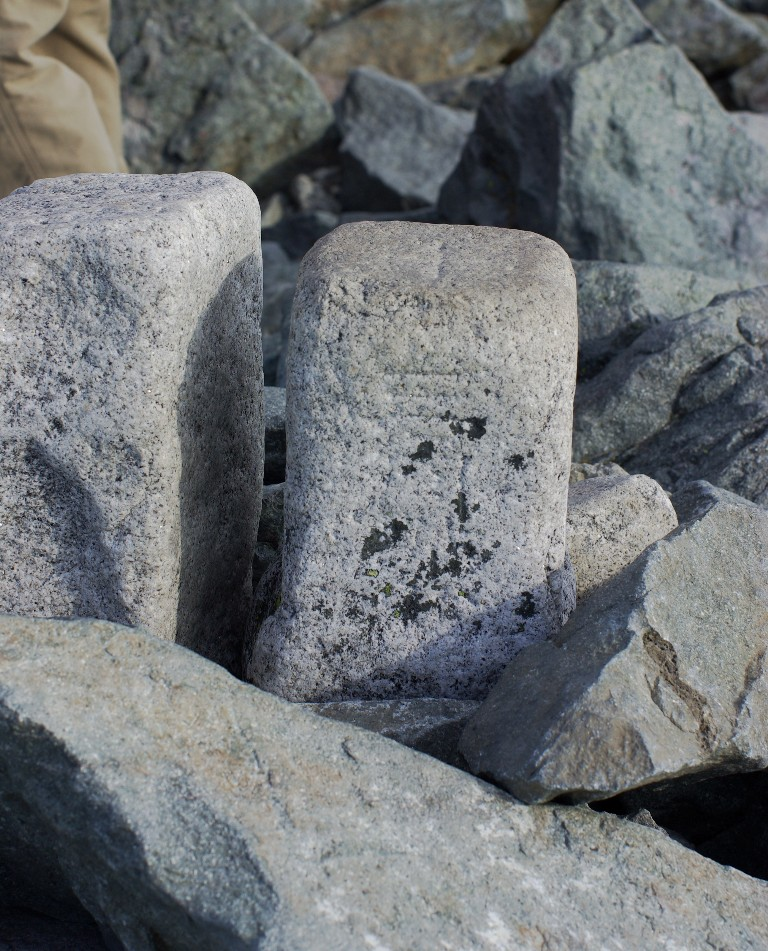
山頂の三角点

山頂には2等三角点（基準点名：鎗ケ岳）が設置されたが、現在は標石が地面に埋設・固定されておらず、国土地理院で「亡失」扱いとなっており、地形図でも槍ヶ岳山頂は単なる標高点扱いとなっている。1957年10月には三角点、山名表示板と古い祠があった。

## 登山
槍ヶ岳へ稜線伝いに向かう縦走コースは、眺望が良く人気が高い。そのため、日本を代表する繁華街である銀座の名を冠した名前が付けられている。中房温泉を登山口とし合戦尾根を登り、大天井岳を経て東鎌尾根に至るルートは表銀座縦走コースと呼ばれている。一方、高瀬ダムを登山口としブナ立尾根を登り、鷲羽岳・双六岳を経て西鎌尾根に至るルートは裏銀座縦走コースと呼ばれている。なお、折立を登山口とし黒部五郎岳を経て双六小屋で裏銀座縦走コースと合流するルートを西銀座ダイヤモンドコースと言うが、前の2コースと比べると知名度は低い。

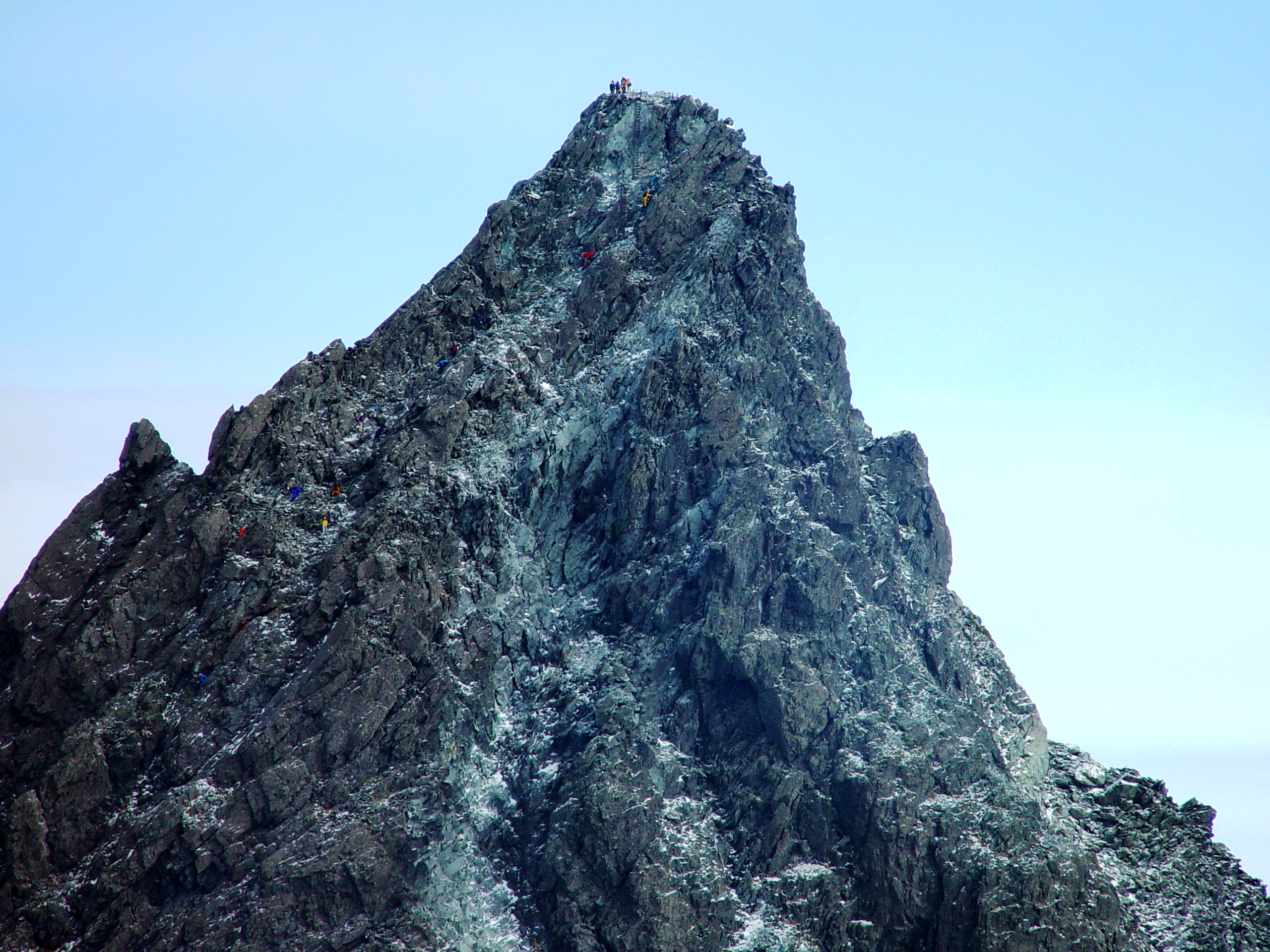
山頂直下の登山道には2本の梯子が並び一方通行となっている

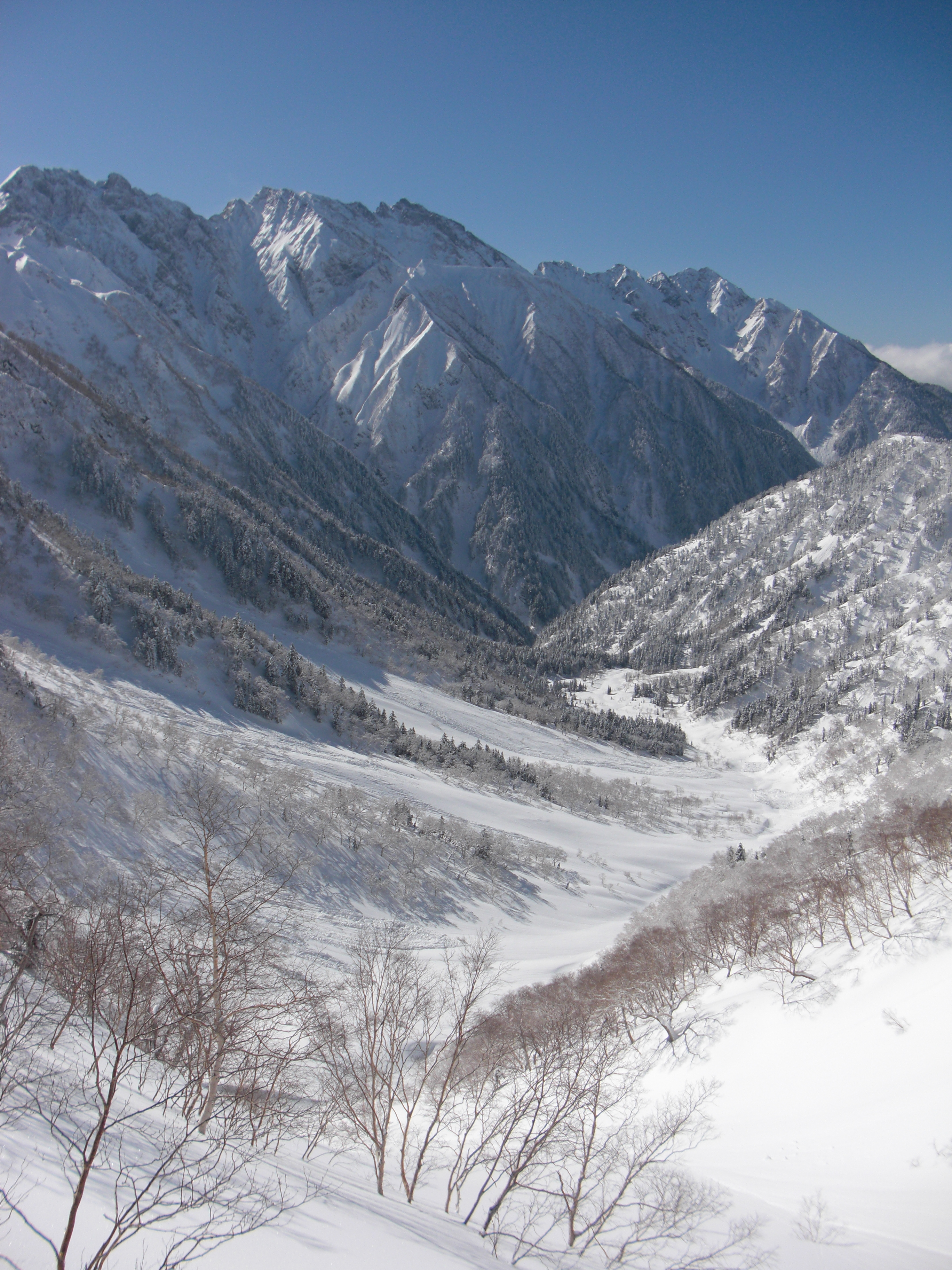
飛騨沢と滝谷

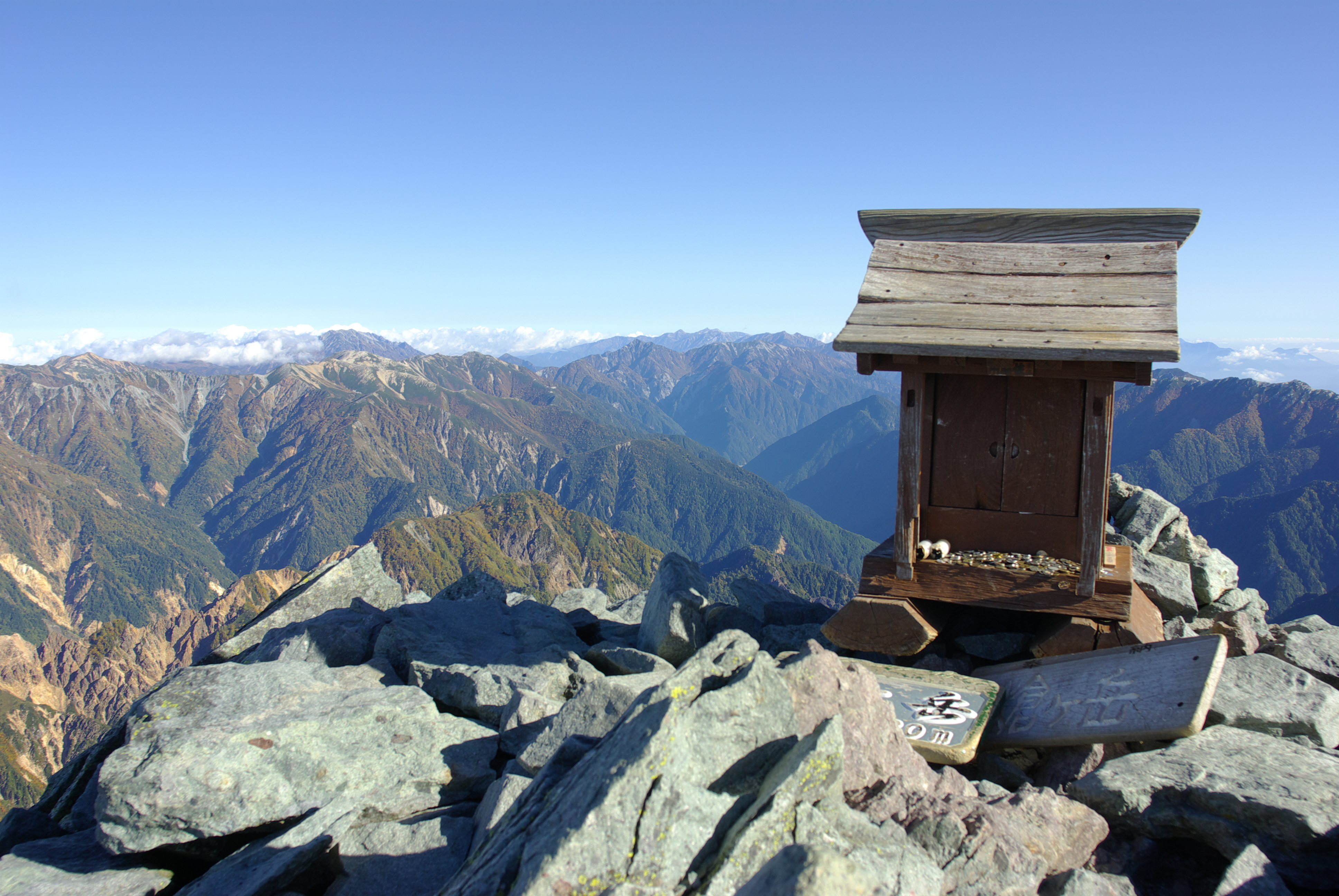
山頂の祠と飛騨山脈の山々。2015年

### 主な一般登山ルート
東鎌尾根（表銀座ルート）
中房温泉－燕岳－大天井岳－東鎌尾根－槍ヶ岳
西鎌尾根（裏銀座ルート）
高瀬ダム－烏帽子岳－野口五郎岳－鷲羽岳－三俣蓮華岳－双六岳－樅沢岳－西鎌尾根－槍ヶ岳
西鎌尾根（西銀座ダイヤモンドコース）
折立－太郎山－北ノ俣岳－黒部五郎岳－三俣蓮華岳－双六岳－樅沢岳－西鎌尾根－槍ヶ岳
槍沢ルート
上高地－明神池－徳沢－横尾－槍沢ロッジ－槍ヶ岳
槍平・飛騨沢ルート
新穂高温泉－右俣谷－槍平－飛騨沢－槍ヶ岳
わさび平ルート
新穂高温泉－左俣谷－わさび平小屋－奥丸山－中崎尾根－槍ヶ岳
槍穂高縦走ルート
- 上高地－前穂高岳－奥穂高岳－穂高岳山荘－涸沢岳－北穂高岳－大キレット－南岳－大喰岳－槍ヶ岳
- 上高地（新穂高温泉）－焼岳－西穂高岳－間ノ岳－ジャンダルム－奥穂高岳－穂高岳山荘－涸沢岳－北穂高岳－大キレット－南岳－大喰岳－槍ヶ岳

頂上付近の登り坂は急勾配な岩場であるため、危険箇所には鎖やハシゴが設置されている。槍ヶ岳の肩から頂上までは、多くの区間で、西側の登り専用と東側の下り専用にルートが仕分けられている。狭い平らな山頂からは並行した2本の長い鉄製のハシゴが設置されている。以前は、一本のハシゴしかなく、登山道が渋滞する原因の一つとされていた。

### バリエーションルート
北鎌尾根（バリエーション・ルート）
高瀬ダム－湯俣－千天出合－北鎌のコル－北鎌尾根－槍ヶ岳、東鎌尾根の貧乏沢のコル及び水俣乗越から天上沢へ下り北鎌のコルに取付く場合もある。
槍ヶ岳東稜（バリエーション・ルート）
天上沢から大槍に突き上げる岩稜。冬季のみ。
大槍東南稜（バリエーション・ルート）
槍ヶ岳西稜（バリエーション・ルート）
小槍基部－小槍－曾孫槍－孫槍－大槍
山頂の狭い北端には、祠が設置されている。山頂からは、飛騨山脈、八ヶ岳、富士山、赤石山脈、木曽山脈、御嶽山及び白山などの日本の標高の高い山をほとんど望むことができる絶好の展望台となっている。

### 周辺の山小屋

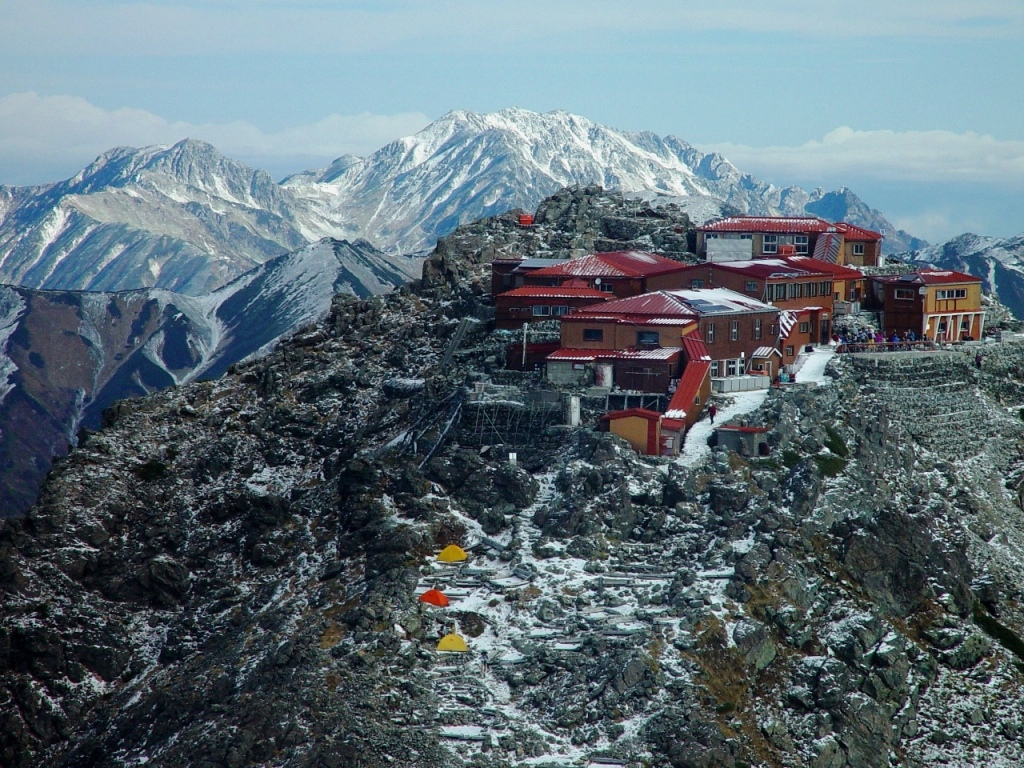
槍ヶ岳山頂直下にある槍ヶ岳山荘

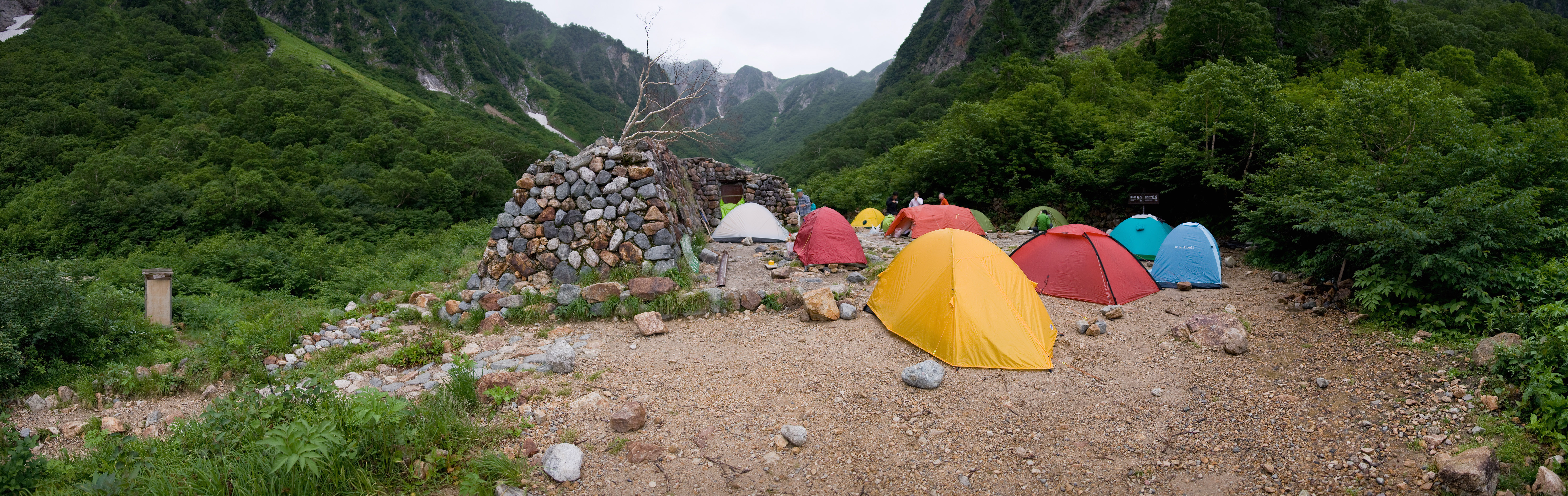
槍沢のキャンプ指定地

槍ヶ岳は、登山口からのアプローチが長いため、日帰りで往復することが難しく、山小屋を利用したり、テントを携帯しキャンプ指定地を利用して、山中で数泊して登られることが多い。最寄りの山小屋は、山頂直下の南西にある飛騨山脈南部で最大規模の槍ヶ岳山荘である。
| 名称         | 所在地                           | 槍ヶ岳からの 方角と距離(km) | 標高 (m) | 収容 人数 | キャンプ 指定地 |
| ------------ | -------------------------------- | --------------------------- | -------- | --------- | --------------- |
| 双六小屋     | 双六岳と樅沢岳との鞍部・双六池畔 | 北西 5.1                    | 2,550    | 200       | 60張            |
| 槍ヶ岳山荘   | 槍ヶ岳山頂直下南側の肩           | 南西 0.2                    | 3,060    | 650       | 30張            |
| 殺生ヒュッテ | 山頂直下の槍沢上部               | 南東 0.4                    | 2,910    | 100       | 50張            |
| ヒュッテ大槍 | 東鎌尾根・雷鳥平                 | 南東 0.8                    | 2,870    | 100       | なし            |
| 槍平小屋     | 右俣谷の南岳新道取付             | 南西 2.6                    | 1,990    | 80        | 50張            |
| 南岳小屋     | 南岳山頂直下南                   | 南 2.8                      | 2,970    | 80        | 30-40張         |
| ヒュッテ西岳 | 西岳山頂直下南                   | 東 3.0                      | 2,680    | 70        | 30張            |
| 槍沢ロッジ   | 槍沢の下部左岸・赤沢山南         | 南東 4.2                    | 1,820    | 150       | 30-40張         |
| 横尾山荘     | 上高地奥の横尾・梓川左岸         | 南東 7.1                    | 1,615    | 250       | 約100張         |

### 周辺の高山植物
花の百名山に選定されている槍ヶ岳の登山道周辺には、以下の多くの高山植物が自生している。7月の雪解けから8月末頃までが、開花時期である。
- 槍ヶ岳山頂周辺（東鎌尾根）： イワツメクサ、イワベンケイ、ミヤマキンバイ、ミヤマダイコンソウなど
- 槍沢上部： ウサギギク、シナノキンバイ、チングルマ、ハイマツ、ハクサンイチゲ、ミヤマキンポウゲ、ヨツバシオガマなど
- 飛騨乗越周辺： イワウメ、イワギキョウ、トウヤクリンドウ、ミヤマオダマキなど
- 飛騨沢上部登山道： コバイケイソウ、ハクサンフウロなど
- 西鎌尾根周辺： アオノツガザクラ、コイワカガミ、タカネナデシコ、ミネウスユキソウなど
- 天狗池（氷河公園）周辺： クロマメノキ、ダケカンバ、ナナカマドなど

|              |                |                |                |                |
| コイワカガミ | コバイケイソウ | シナノキンバイ | ハクサンイチゲ | ハクサンフウロ |

## 地理

### 周辺の主な山

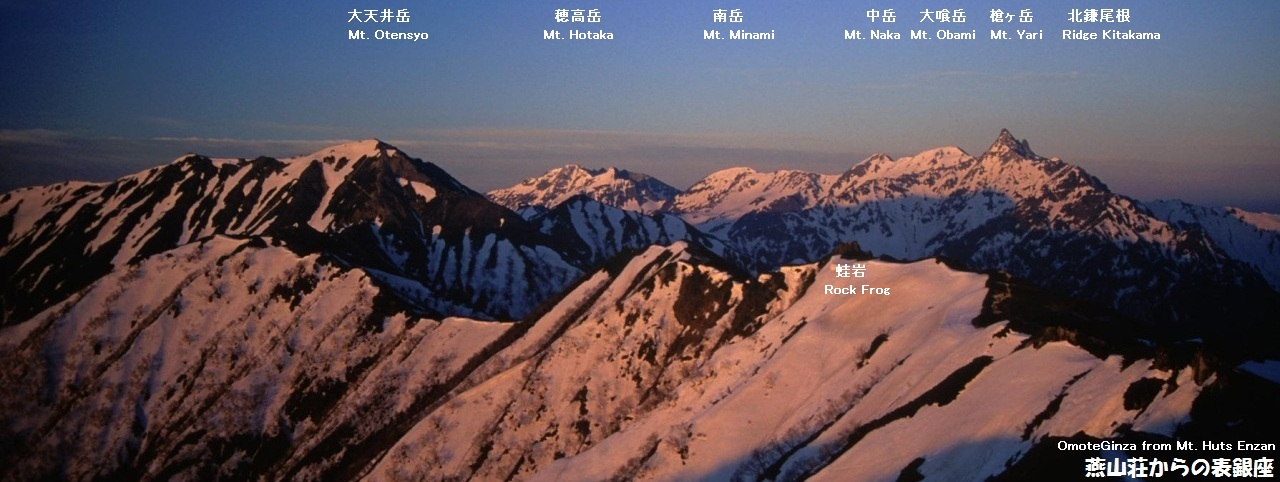
槍ヶ岳周辺の山と表銀座（燕山荘から望む）

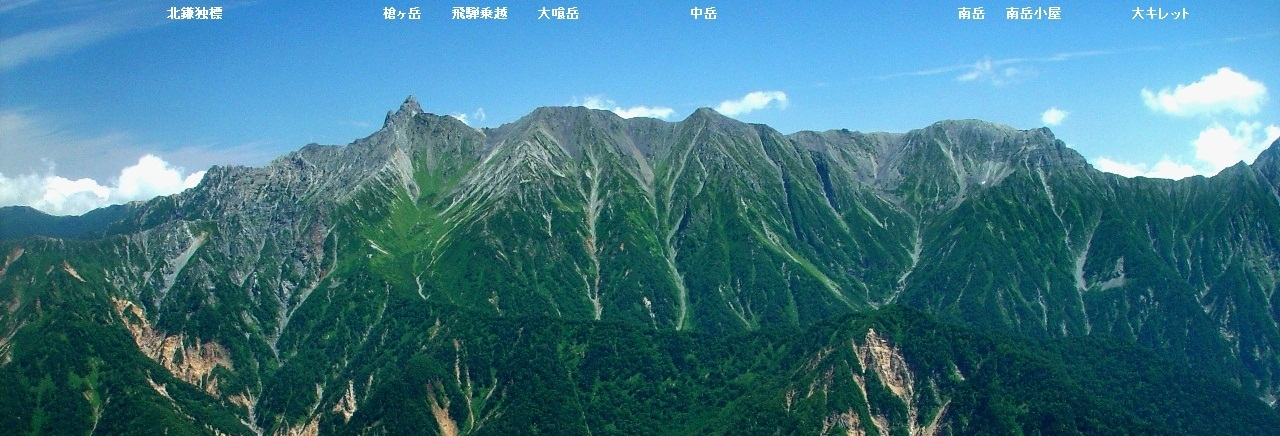
槍ヶ岳周辺の山（抜戸岳から望む）

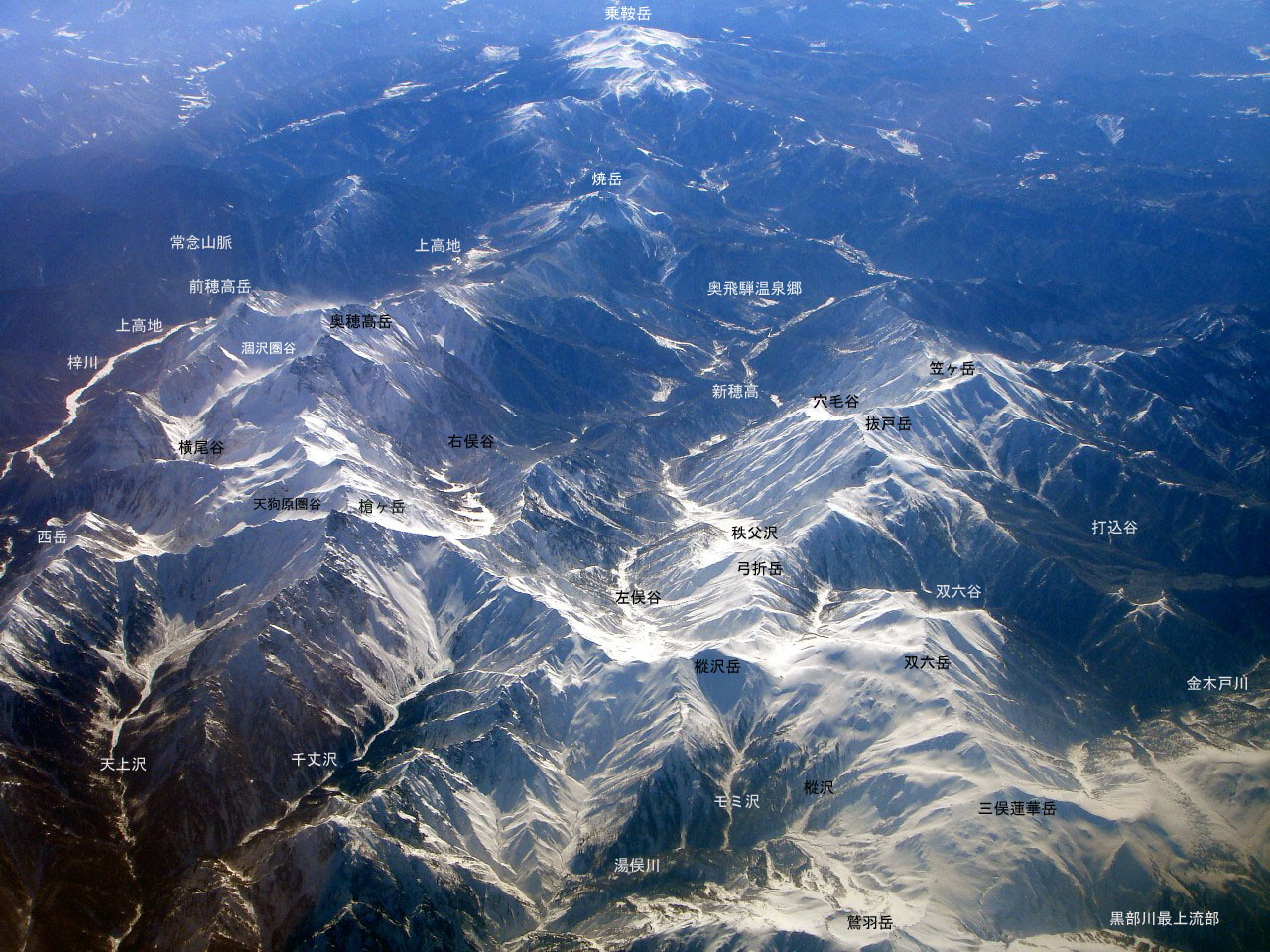
中央左に位置する槍ヶ岳

飛騨山脈の主稜線上にあり、東鎌尾根、西鎌尾根、北鎌尾根、南方の穂高岳へ連なる尾根の頂点である。
| 山容 | 山名     | 標高 (m) | 三角点等級 基準点名     | 槍ヶ岳からの 方角と距離(km) | 備考         |
| ---- | -------- | -------- | ----------------------- | --------------------------- | ------------ |
|      | 燕岳     | 2,762.85 | 二等「燕岳」            | 北東 9.3                    | 日本二百名山 |
|      | 双六岳   | 2,860.29 | 二等「中俣岳」          | 北西 6.4                    |              |
|      | 大天井岳 | 2,921.91 | 三等「天章山」          | 東北東 5.4                  | 日本二百名山 |
|      | 樅沢岳   | 2,755    |                         | 北西 4.5                    |              |
|      | 硫黄岳   | 2,554    | 三等「焼山」            | 北 4.3                      |              |
|      | 西岳     | 2,758    |                         | 東 2.9                      |              |
|      | 常念岳   | 2,857    |                         | 東南東 7.4                  | 日本百名山   |
|      | 北鎌独標 | 2,899    |                         | 北北東 1.4                  |              |
|      | 槍ヶ岳   | 3,180    | 二等「鎗ケ岳」 （亡失） | 0                           | 日本百名山   |
|      | 大喰岳   | 3,101    |                         | 南南西 0.7                  |              |
|      | 中岳     | 3,084    |                         | 南 1.4                      |              |
|      | 南岳     | 3,032.68 | 三等「北穂高」          | 南 2.6                      |              |
|      | 奥丸山   | 2,439.46 | 三等「犬公望」          | 南西 3.2                    |              |
|      | 穂高岳   | 3,190    |                         | 南 5.9                      | 日本百名山   |
|      | 笠ヶ岳   | 2,897.48 | 二等「笠ケ岳」          | 西南西 9.2                  | 日本百名山   |

飛騨山脈の主な山は、飛騨山脈を参照。

### 源流の河川

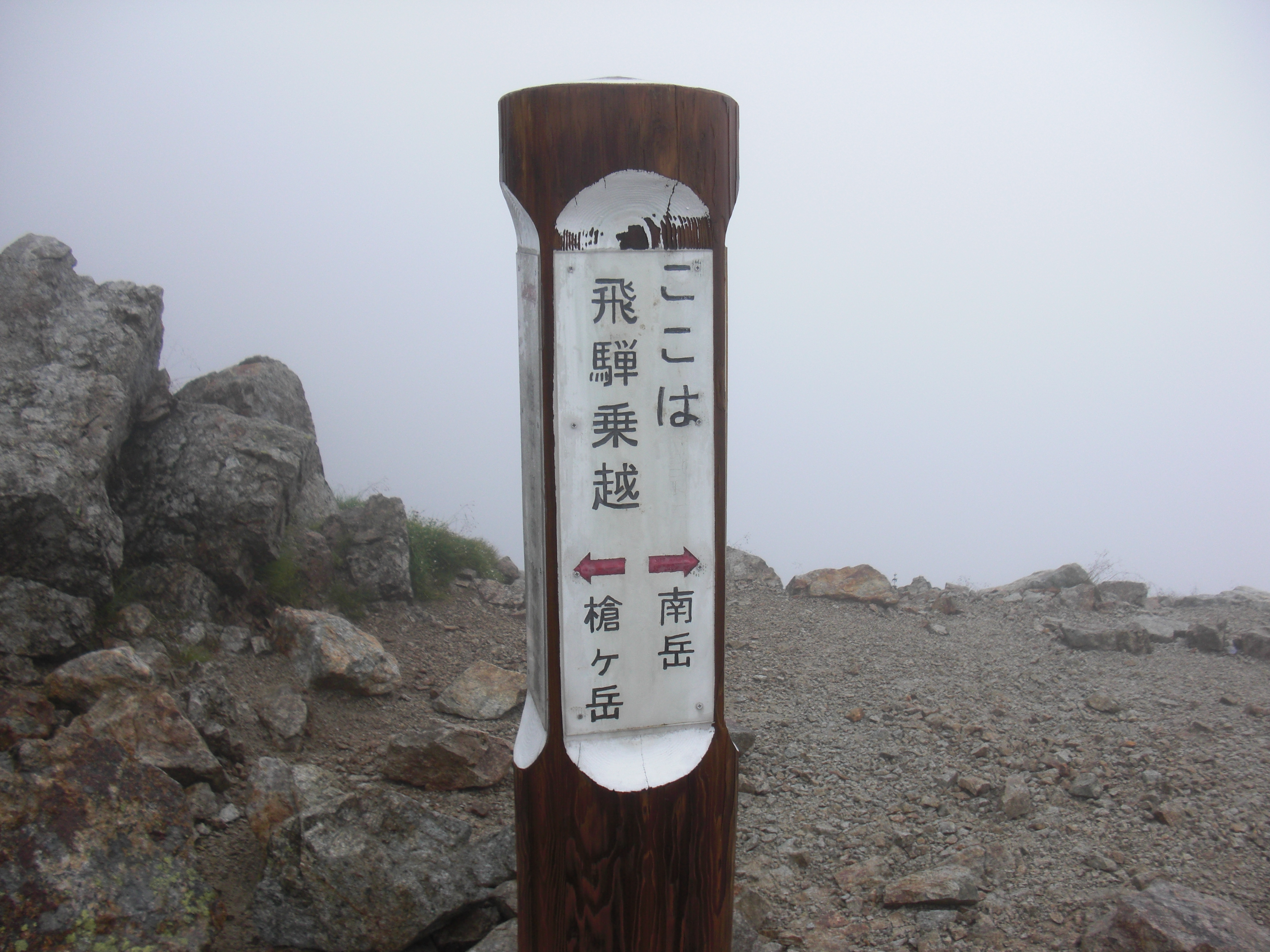
飛騨乗越に設置されている道標

源流となる河川は、日本海へ流れる。
- 槍沢（梓川の支流）
- 天上沢、千丈沢（高瀬川の支流）
- 蒲田川（高原川の支流）

### 周辺の峠
- 水俣乗越 - 西岳との鞍部（東鎌尾根）
- 千丈沢乗越 - 左俣岳との鞍部（西鎌尾根）
- 飛騨乗越 - 大喰岳との鞍部（飛騨山脈の主稜線）

### 交通・アクセス
上高地バスターミナルの北10.7 km、アルピコ交通上高地線新島々駅から北西23.0 km、長野自動車道松本インターチェンジの西北西28.9 km、濃飛バス新穂高温泉バス停の北東9.2 km、JR東海高山本線高山駅の東北東42.1 km、松本空港の北西31.8 kmに位置する。
長野県道327号槍ヶ岳矢村線が安曇野市穂高有明字矢村から中房温泉まで通り、終点が表銀座の登山口となる。上部の区間は冬期閉鎖される。
岐阜県道475号槍ヶ岳公園線の終点新穂高ロープウェイ新穂高温泉駅付近から右俣林道が、白出小屋まで延びる。右俣林道は一般車両の通行が禁止されている。
槍ヶ岳には日本郵便から交通困難地に指定されている地域があり、松本市域の字槍ヶ岳は通年、山小屋「殺生ヒュッテ」のある安曇殺生小屋は冬季（11月11日 - 翌4月26日）、地外から郵便物を送付することはできない。

## 槍ヶ岳の山容と風景

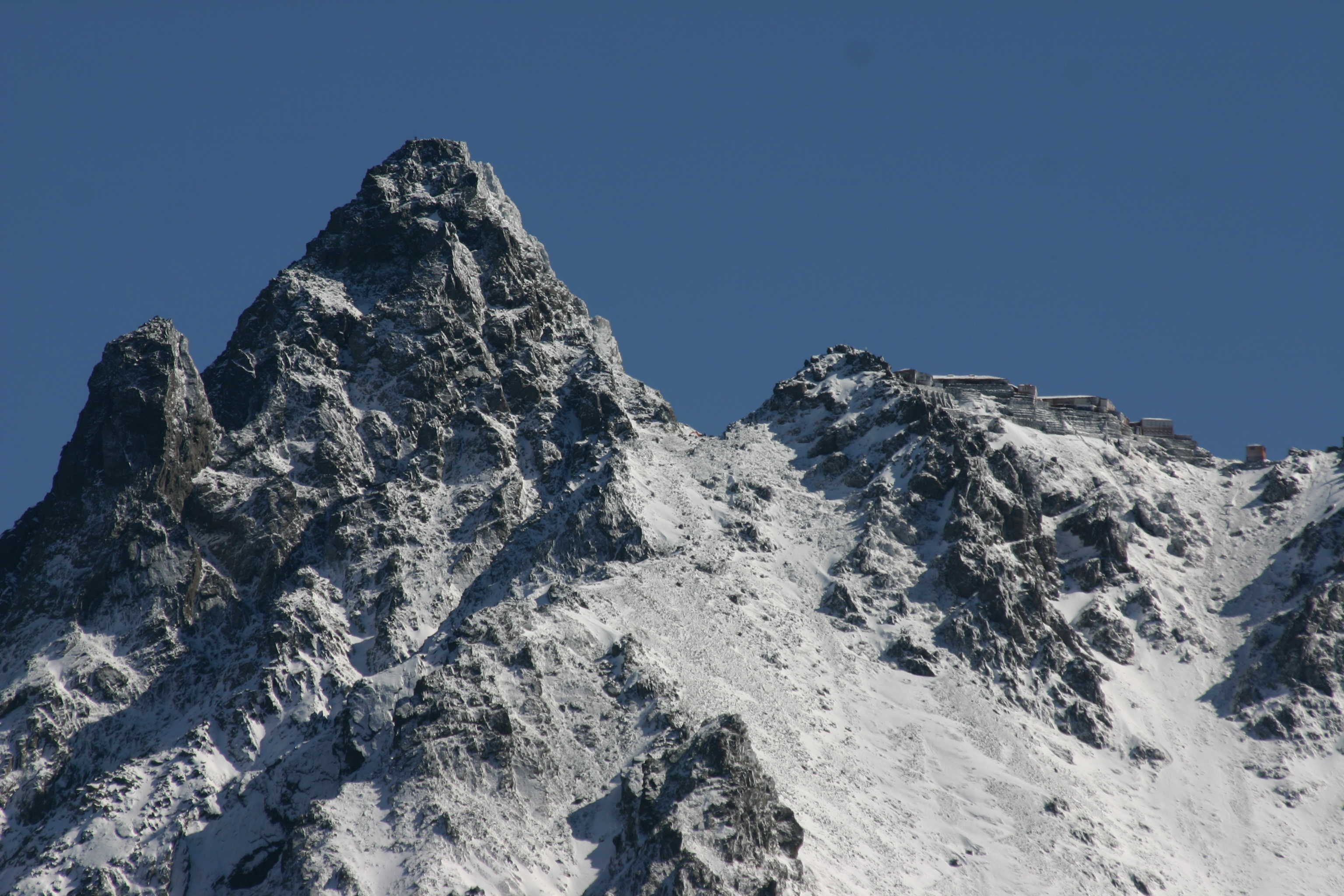
西鎌尾根より 小槍と槍ヶ岳と槍ヶ岳山荘
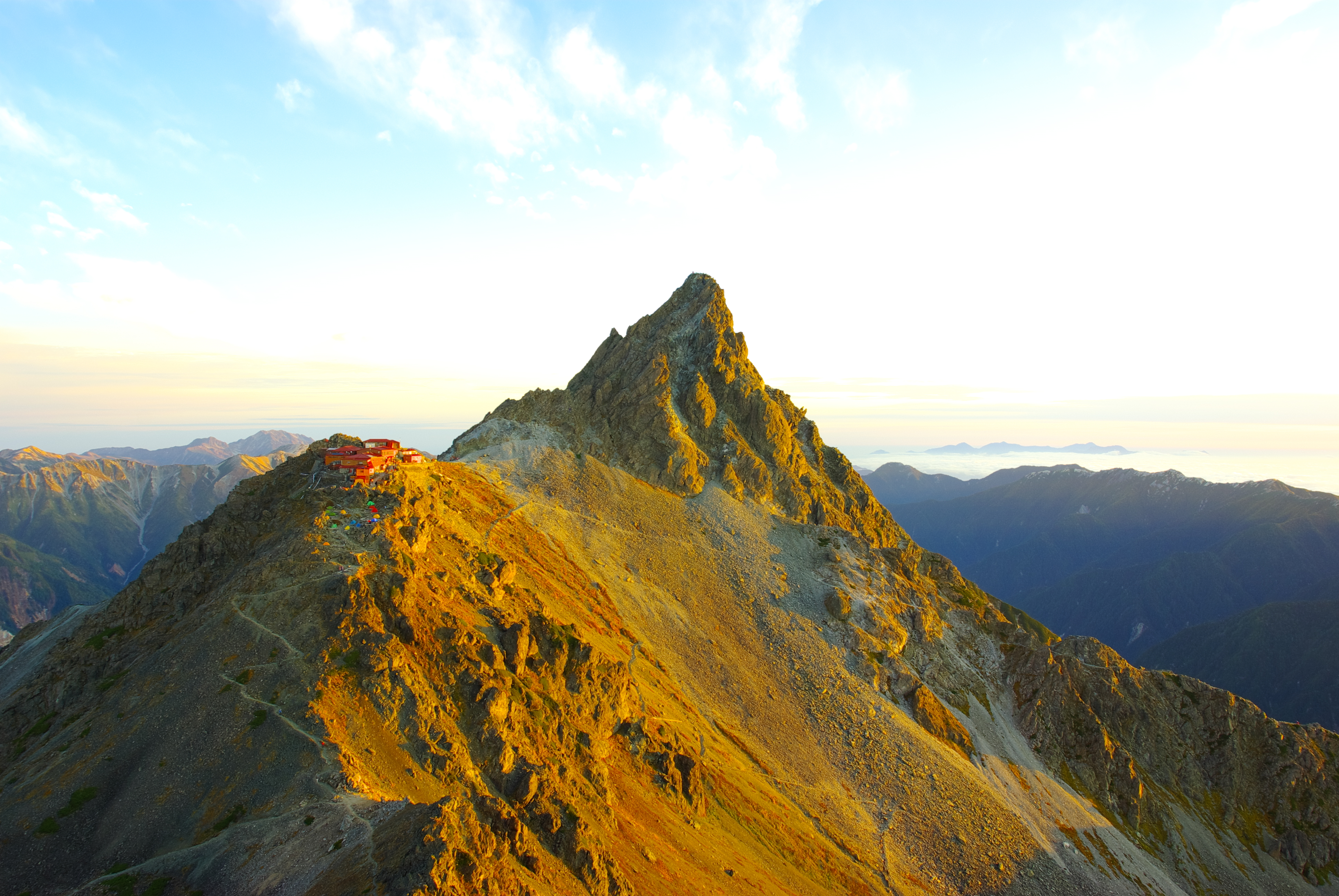
大喰岳より 夜明けの槍ヶ岳
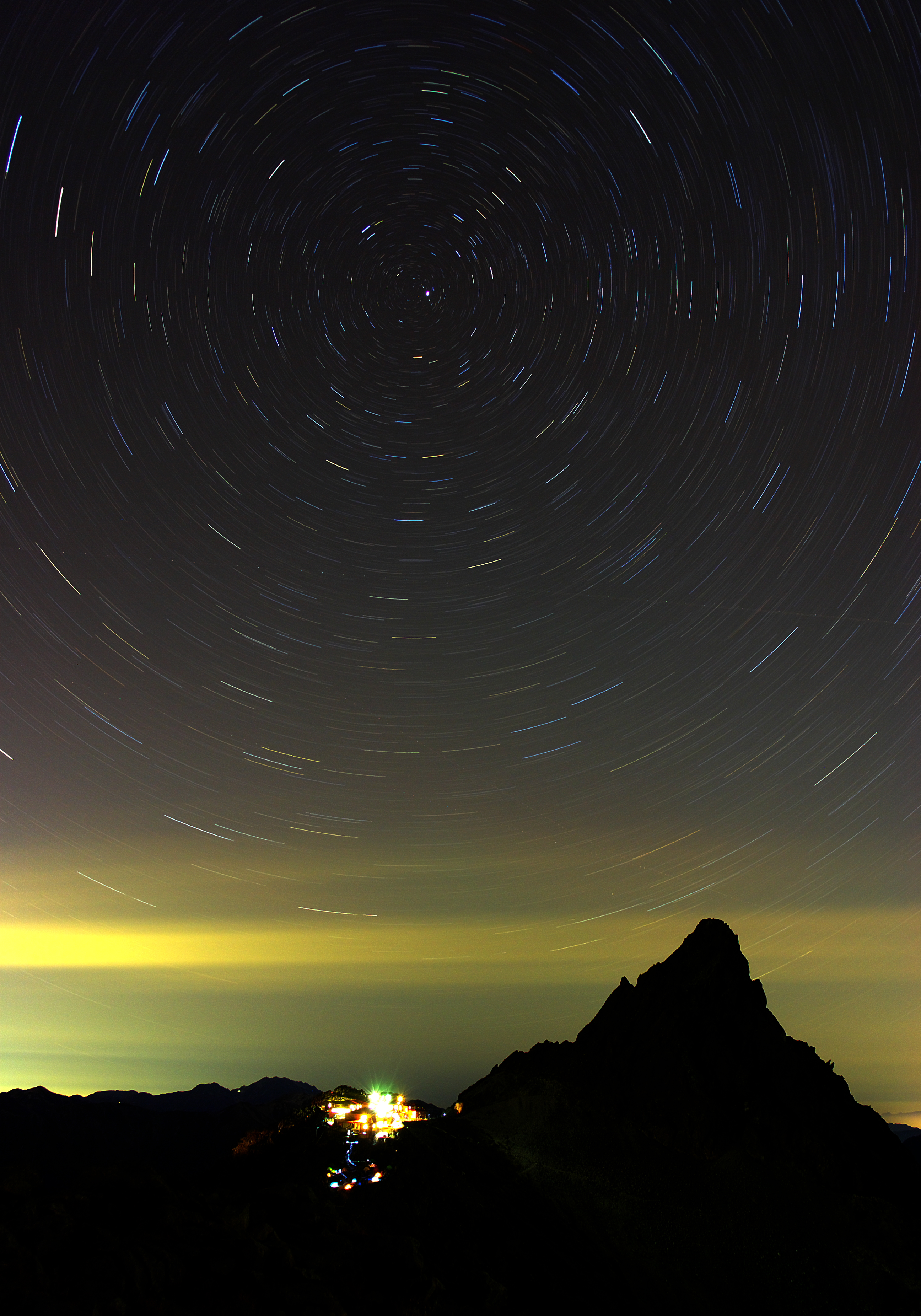
大喰岳より 槍ヶ岳と北天の日周運動
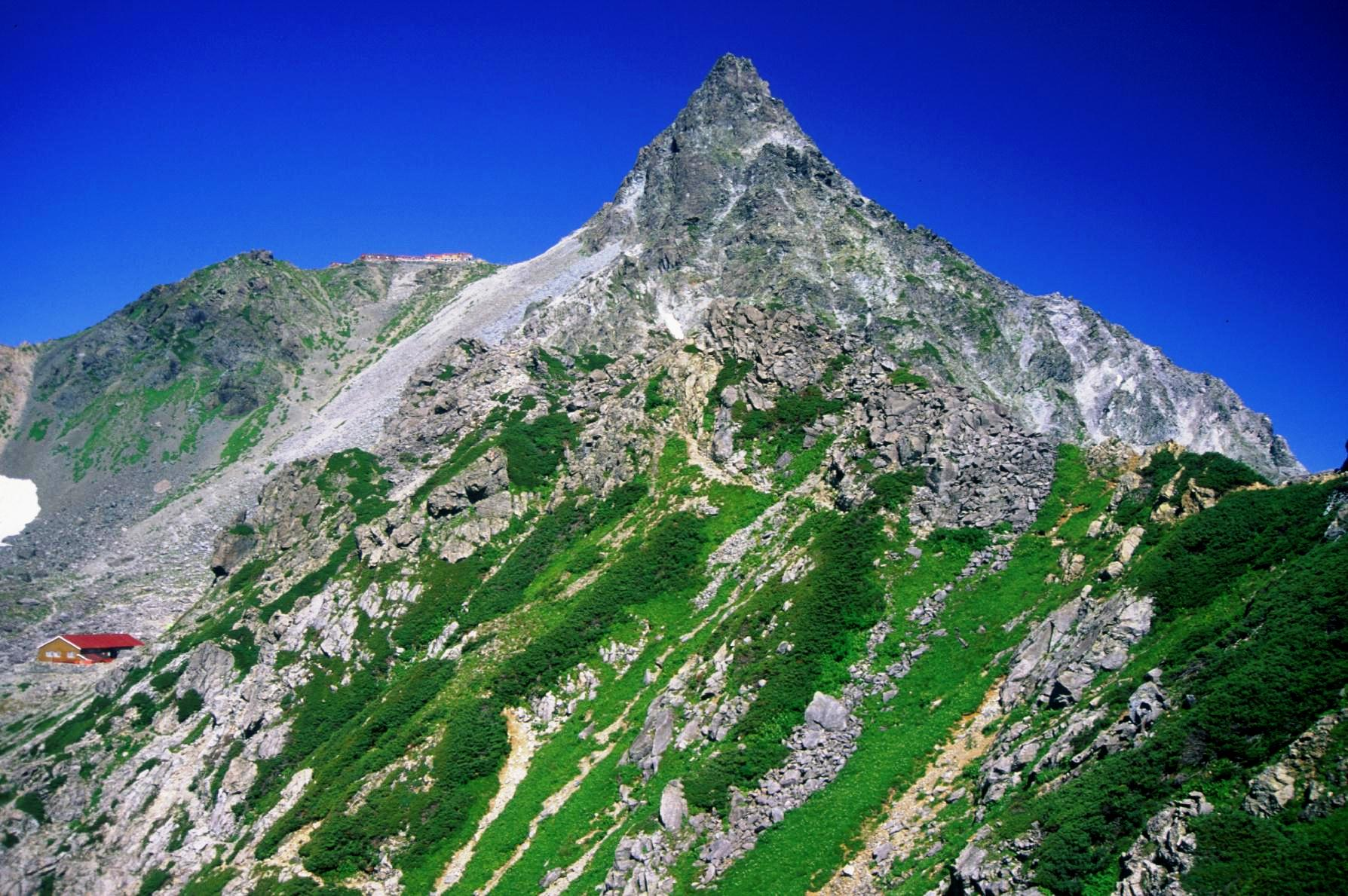
東鎌尾根より 手前は殺生ヒュッテ
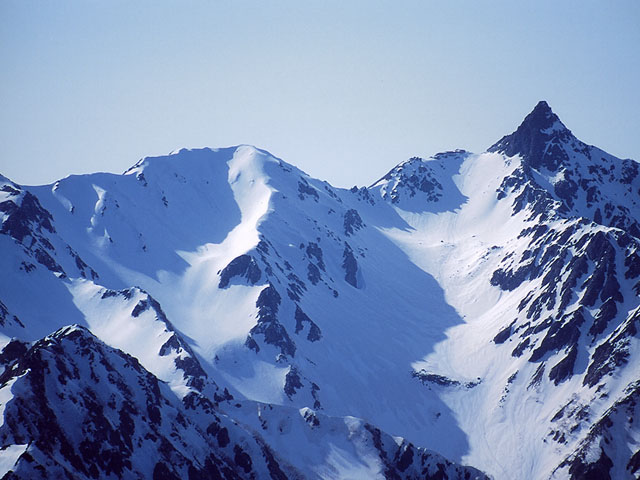
蝶ヶ岳より 大喰岳と槍ヶ岳
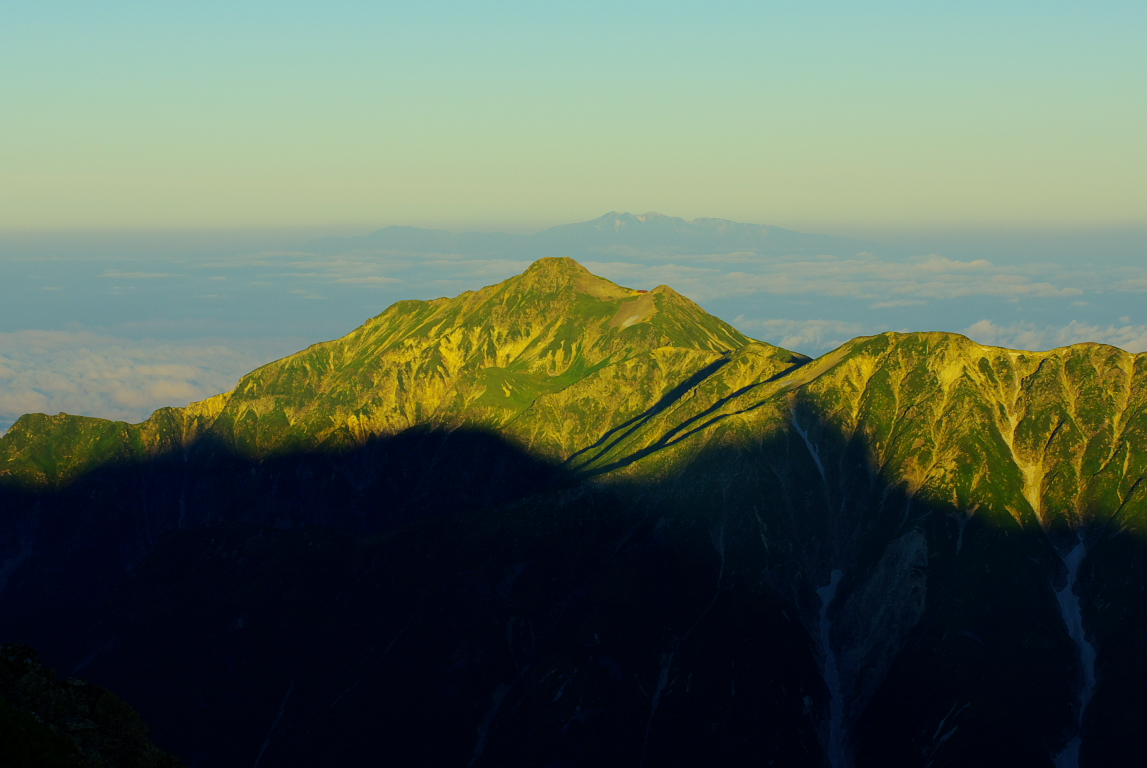
大喰岳より 影槍と笠ヶ岳。遠くに白山
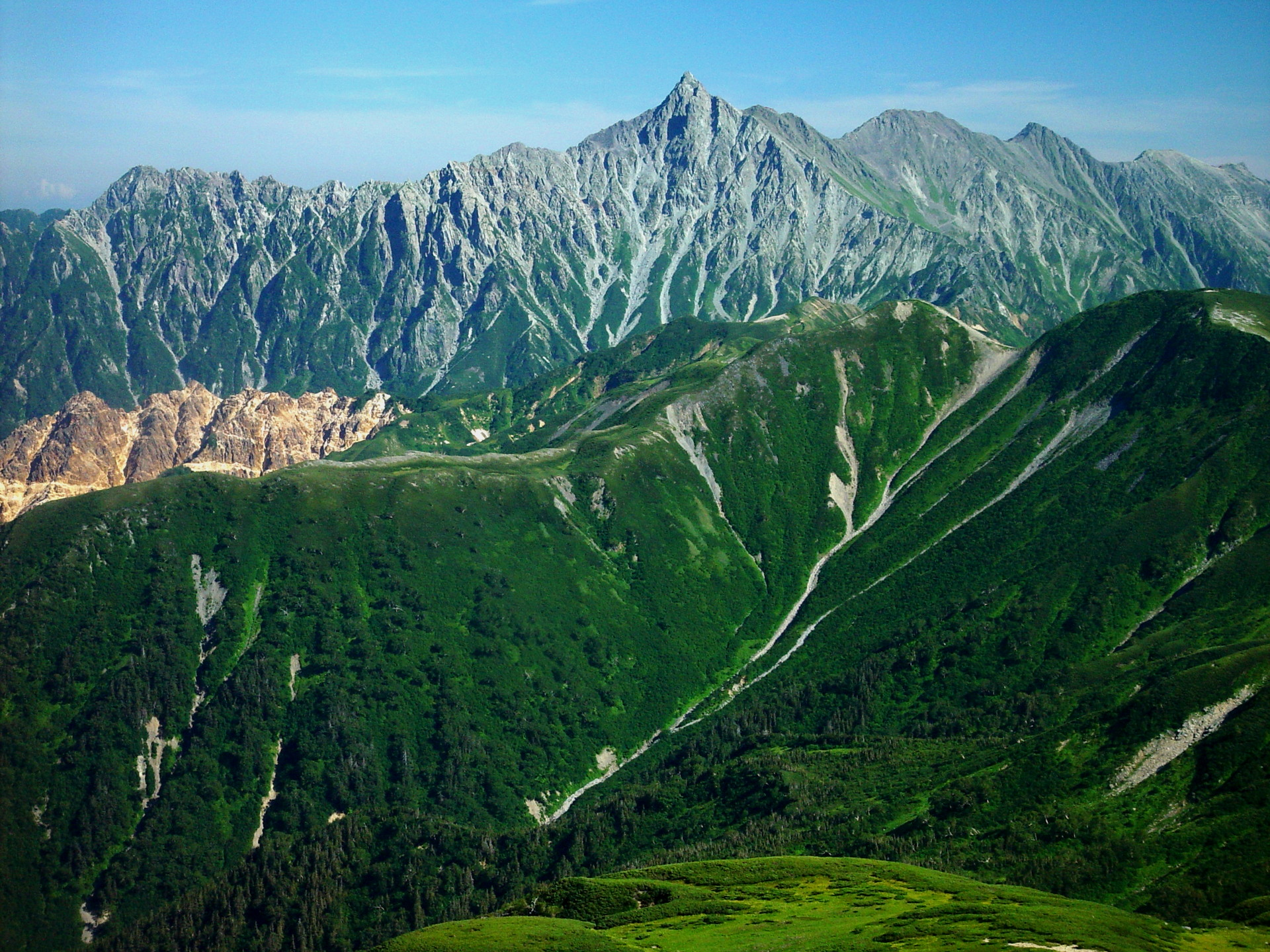
三俣蓮華岳より 北鎌尾根と槍ヶ岳
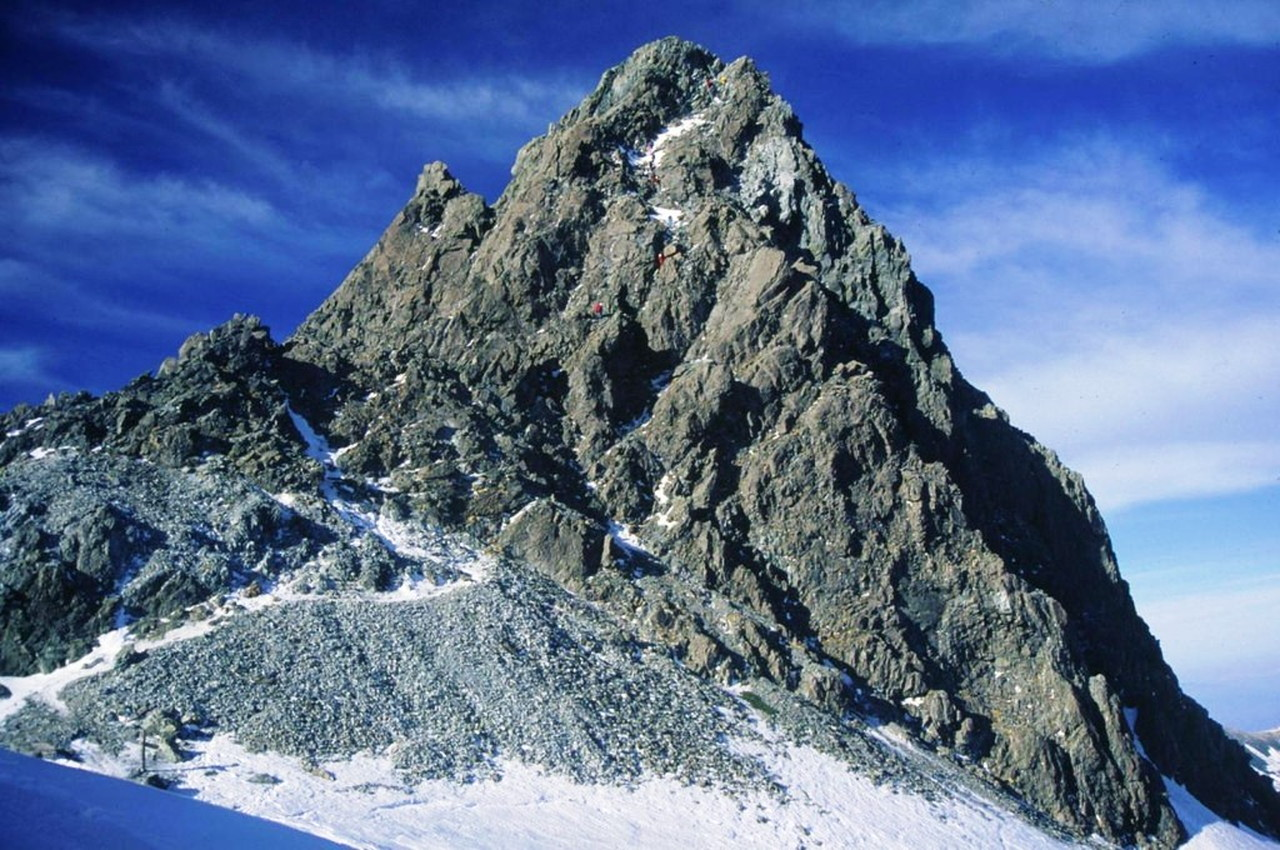
槍ヶ岳山荘より
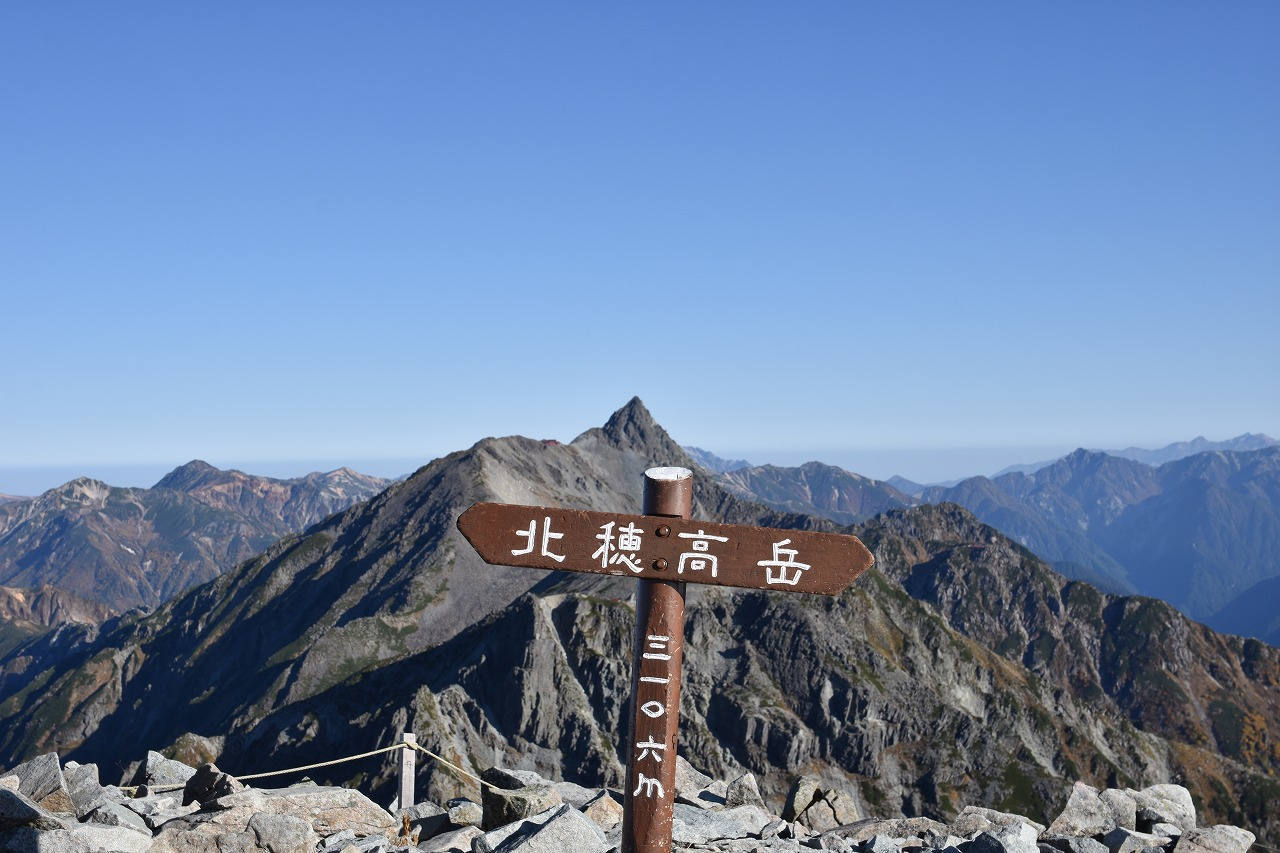
北穂高岳山頂より望む槍ヶ岳
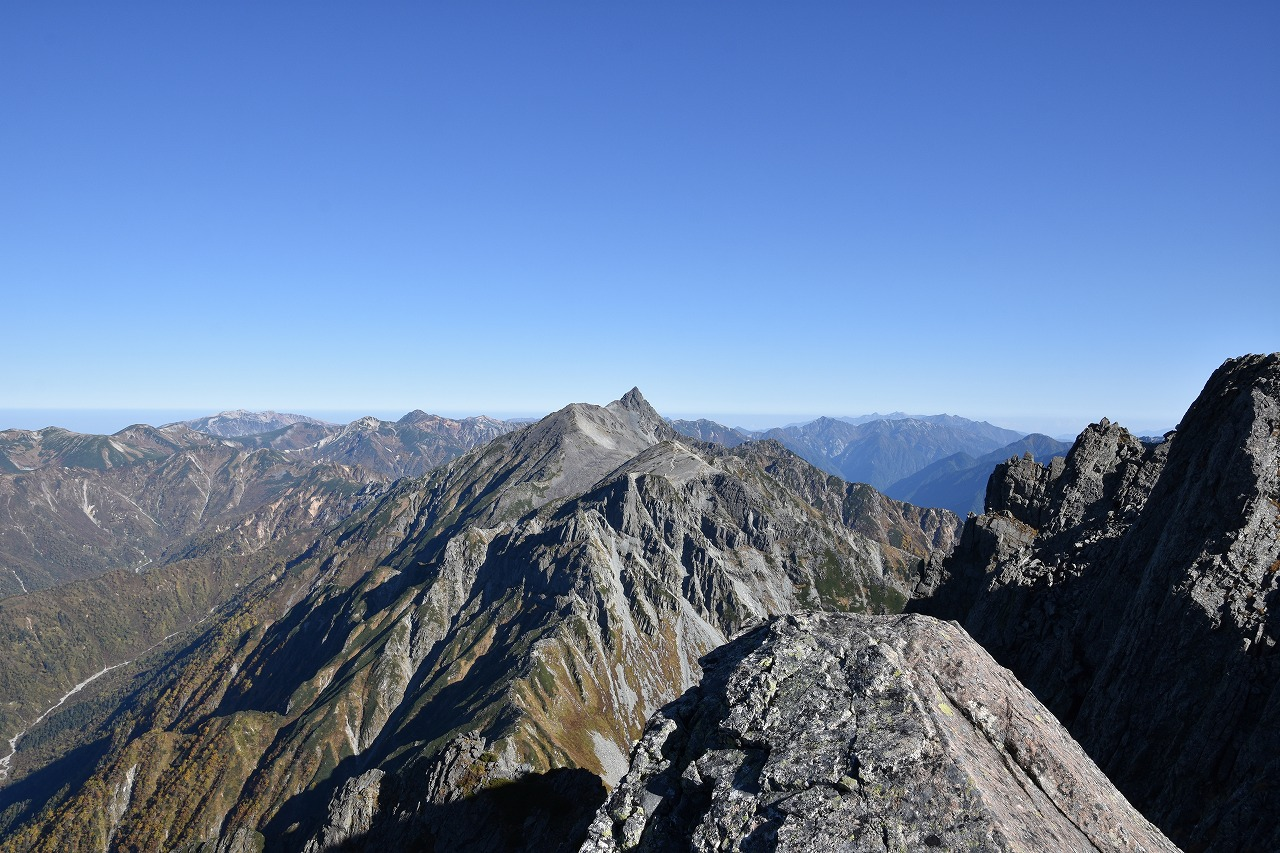
北穂高岳山頂より。手前の登山道が大キレット
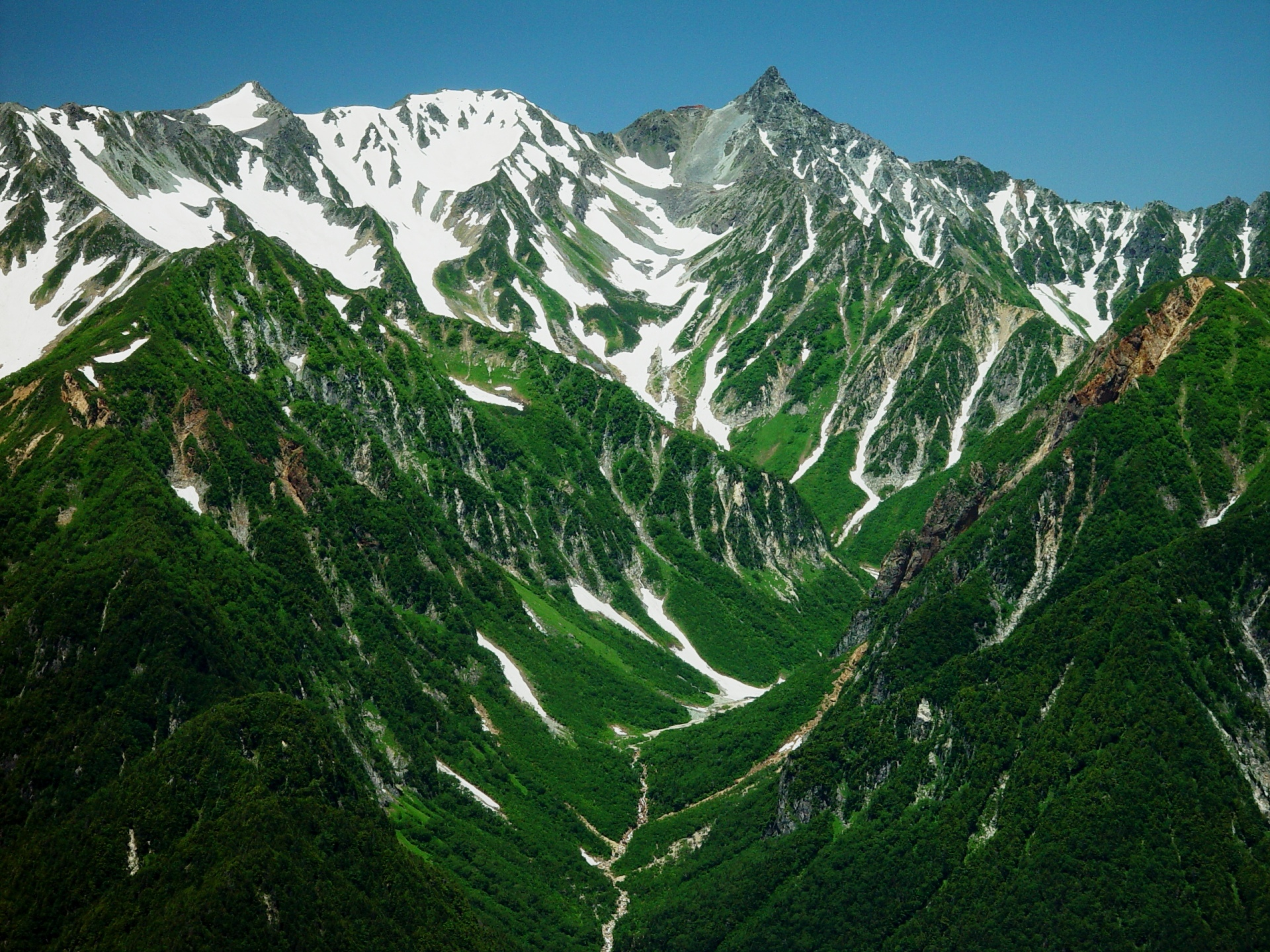
蝶ヶ岳より 槍沢のカールと槍ヶ岳
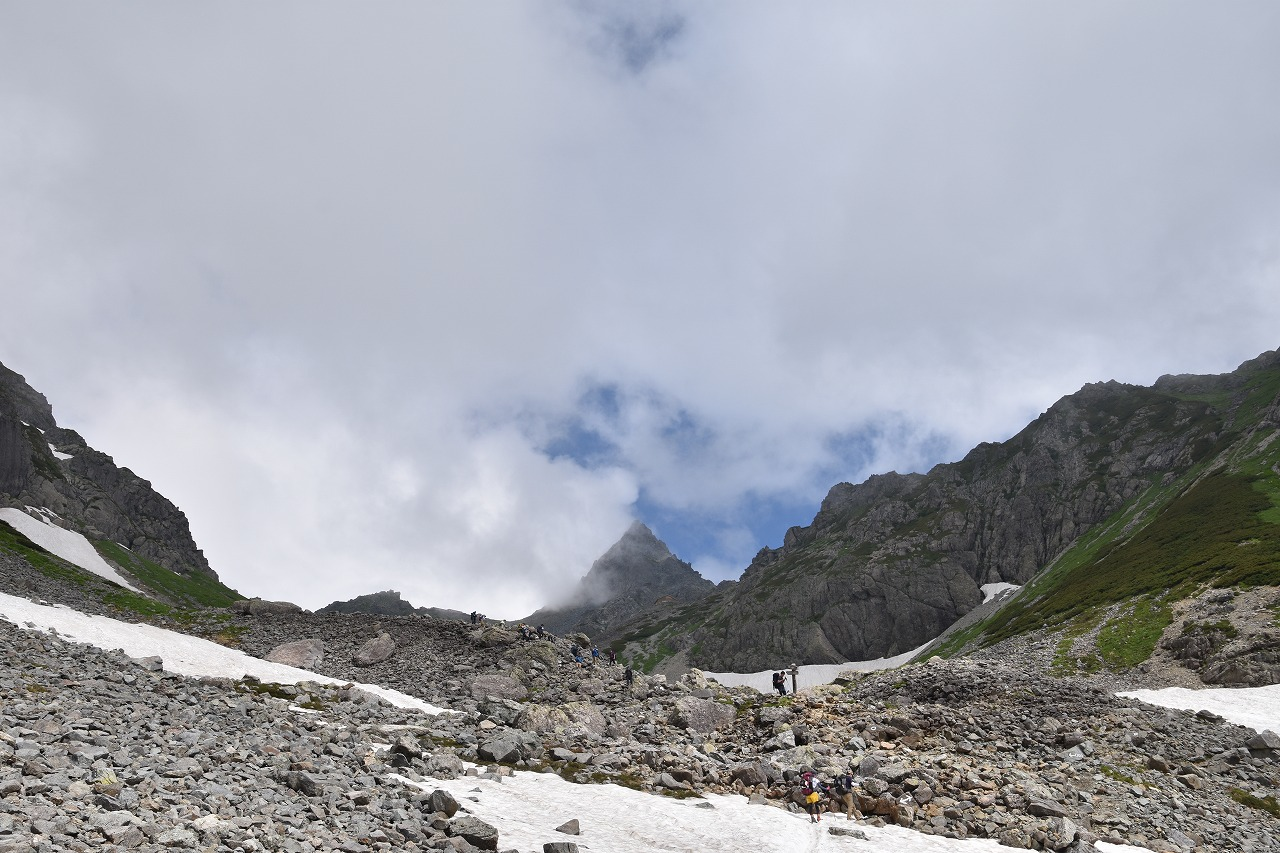
槍沢ルートには夏でも雪渓が残る。不安があれば軽アイゼンを携行したい。
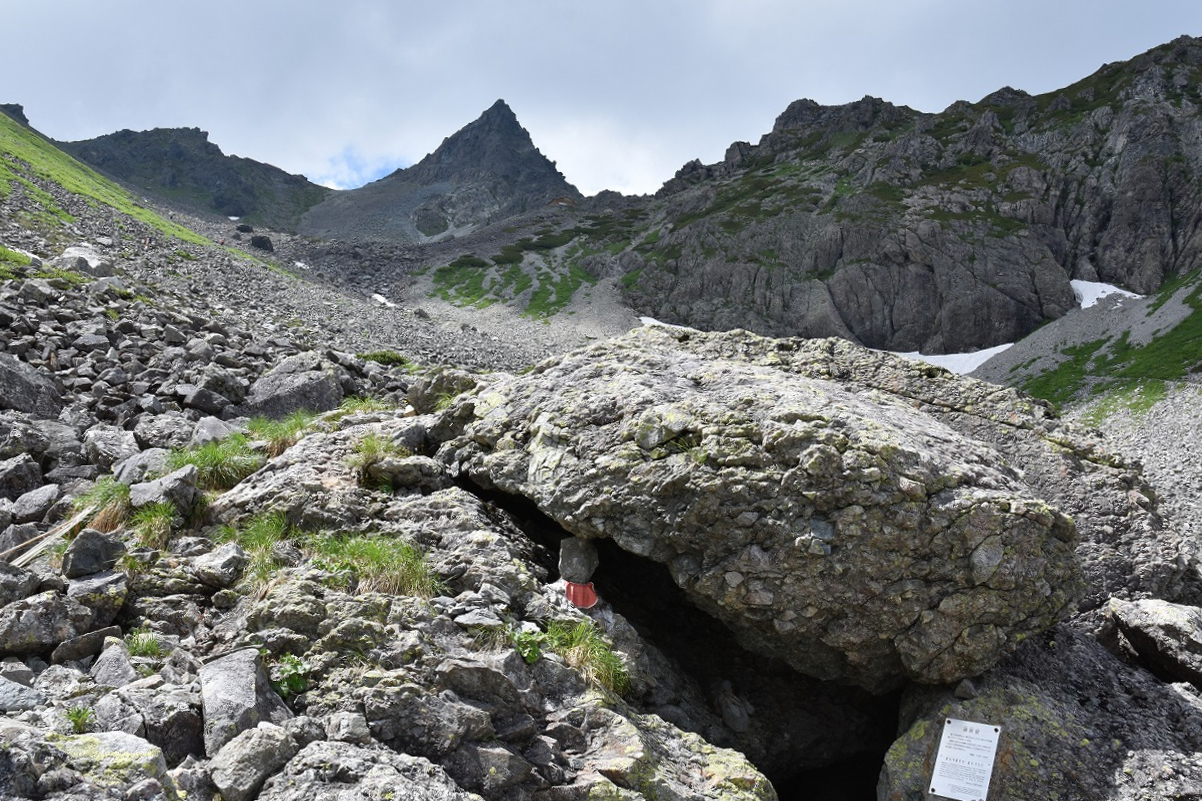
槍ヶ岳初登頂を果たした念仏行者播隆上人が利用した岩屋。
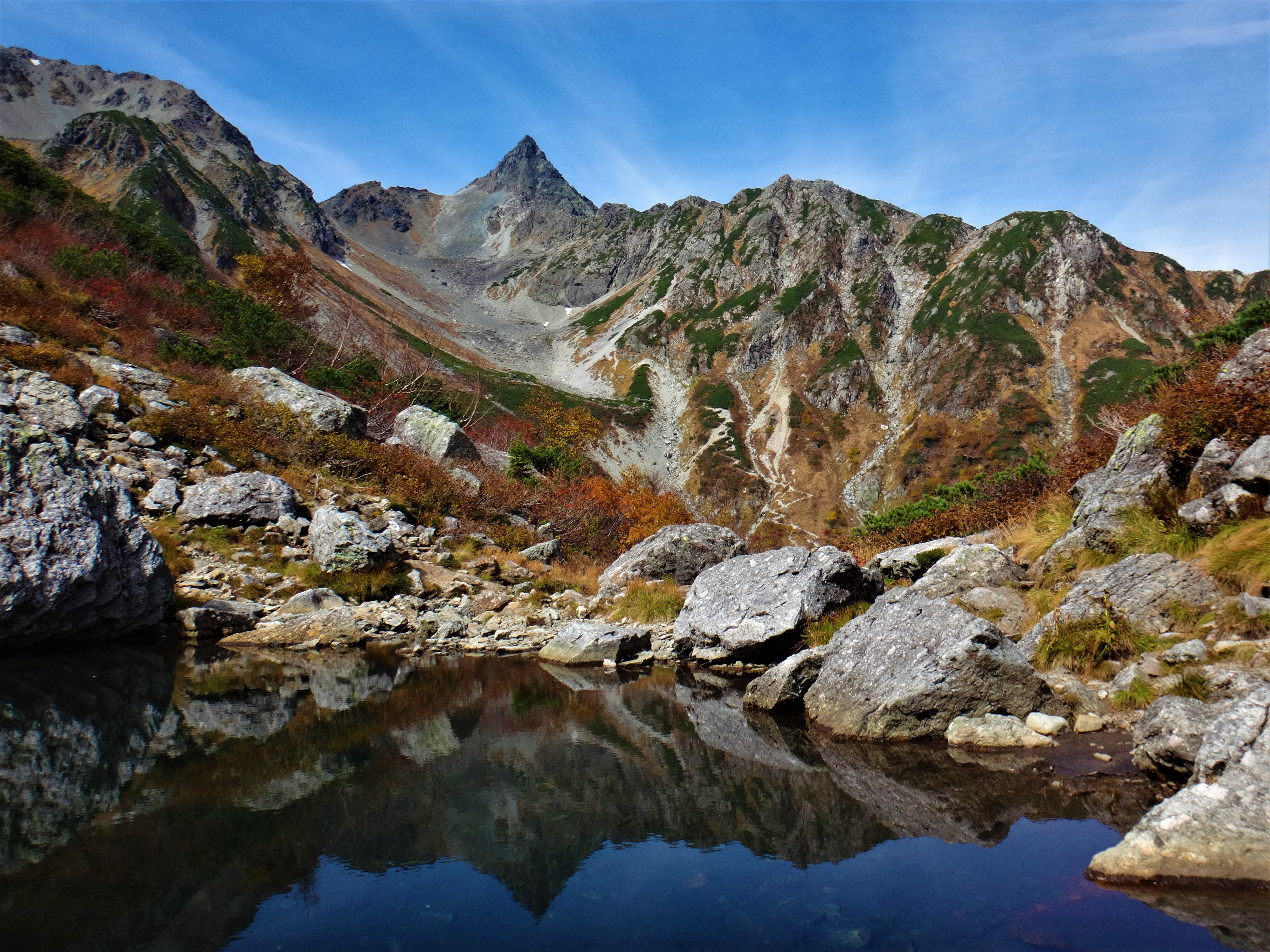
天狗池からの槍ヶ岳
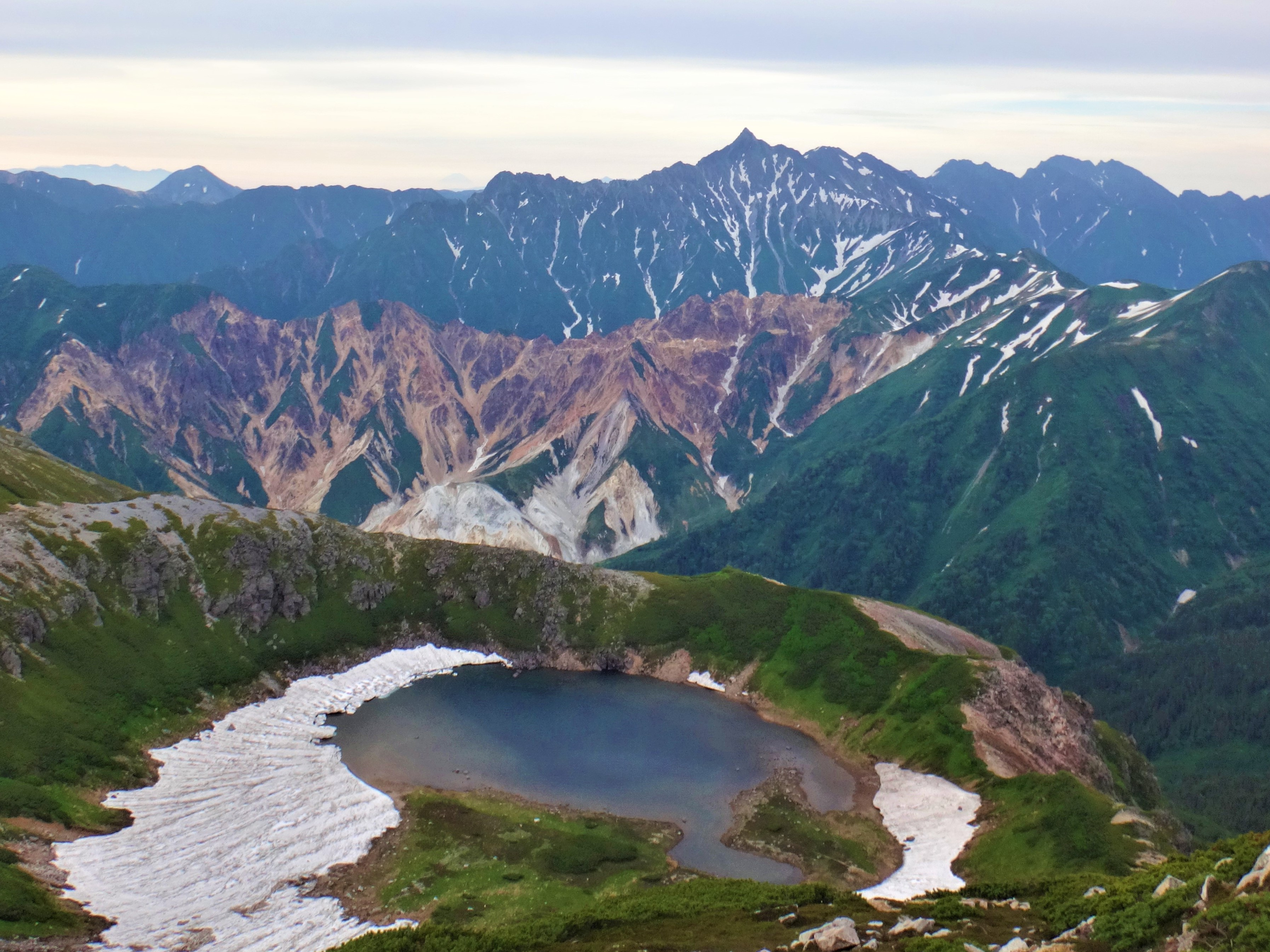
鷲羽池と槍ヶ岳
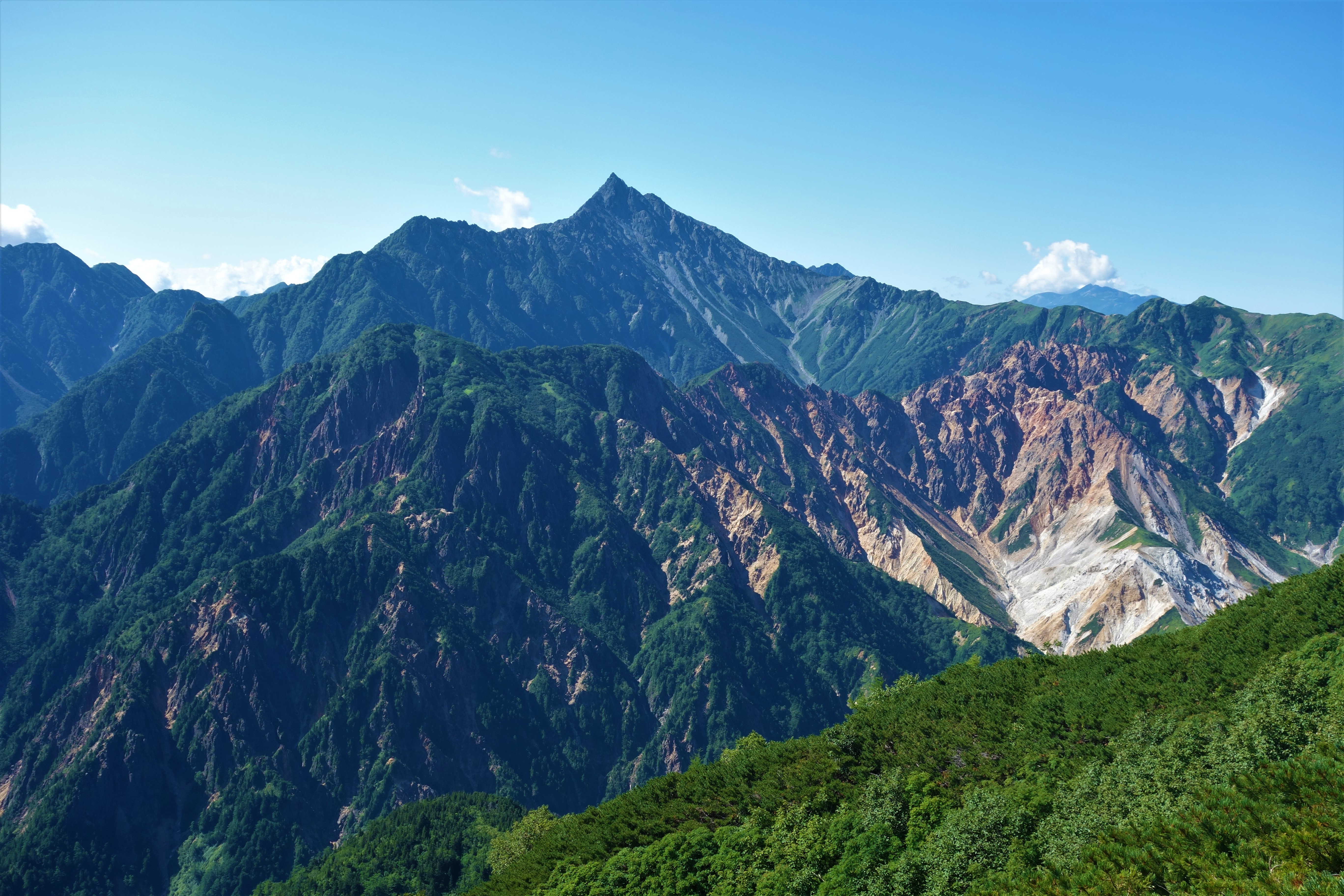
南真砂岳からの槍ヶ岳
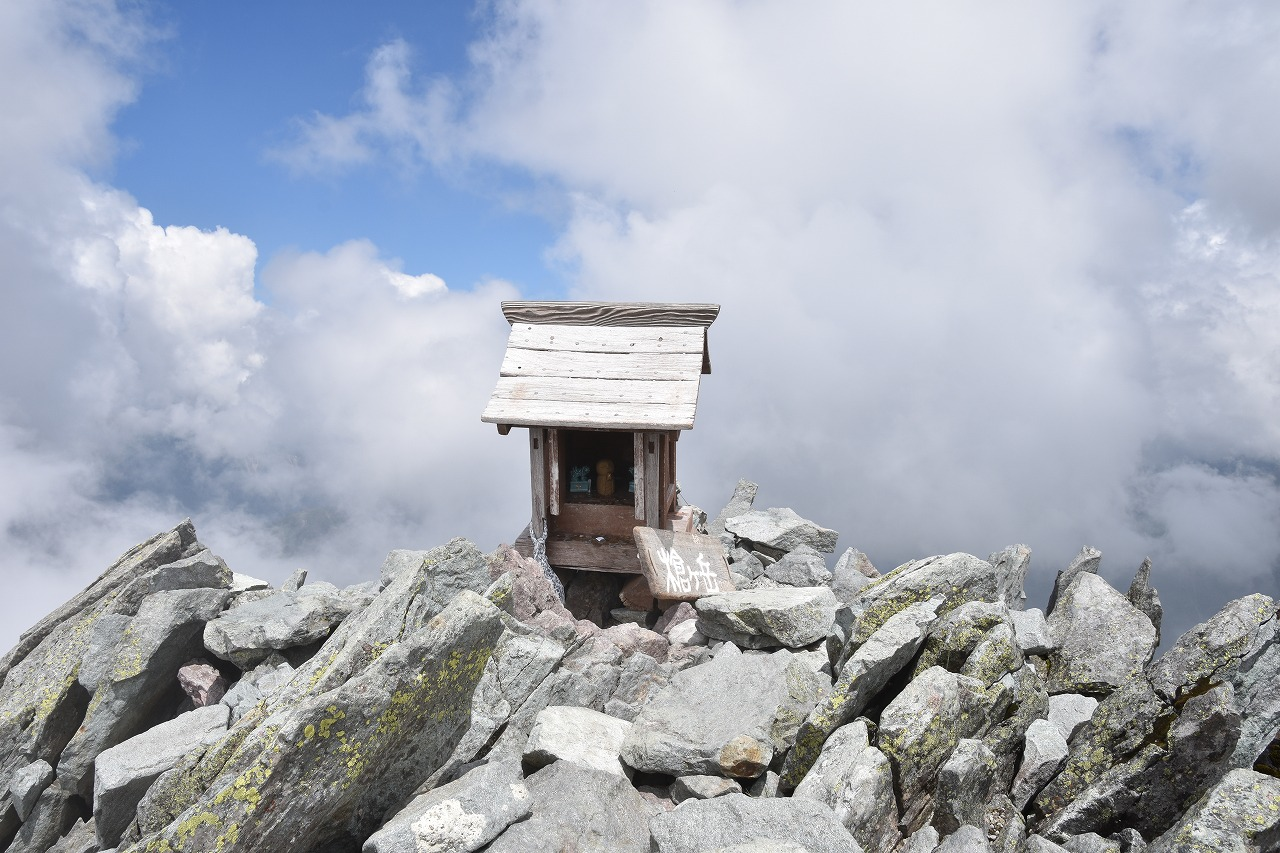
槍ヶ岳山頂の祠

## テレビ番組
NHKや長野朝日放送などにより、槍ヶ岳に関するテレビ番組が多数放送されている。
- 『日本百名山 槍ヶ岳』 NHK衛星第2テレビジョン、1994年10月10日放送[19]
- 『花の百名山 槍ヶ岳 ハクサンイチゲ』 NHK衛星第2テレビジョン、1995年10月23日放送[19]
- 『中高年のための登山学〜日本百名山をめざすⅡ 槍ヶ岳』 NHK教育テレビジョン、趣味悠々、1998年10月26日放送[19]
- 『青春の頂へ〜槍ヶ岳〜シリーズ山の歌(1)』 NHK総合テレビジョン、小さな旅、2000年9月3日放送[20]
- 『飛騨山脈 槍ヶ岳』 NHK総合テレビジョン、さわやか自然百景、2003年2月9日放送[21]
- 『週刊 日本の名峰 槍ヶ岳』 NHKデジタル衛星ハイビジョン、2006年10月29日放送[22]
- 『槍ヶ岳のニホンザル』 NHKデジタル衛星ハイビジョン、はろ〜！あにまる、2008年9月22日放送[19]
- 『夏の飛騨山脈 あぁ絶景！雲上のアドベンチャー』[23] NHK総合テレビジョン、2009年9月23日放送[24]
- 『安曇野わんぱく日和』 長野朝日放送、2010年5月29日放送[25]
- 『押切もえが挑む！ “天空の頂”槍ヶ岳』 NHK名古屋放送局金とく、2012年9月14日放送[26]
- 『小平奈緒のアルプス大冒険　錦秋のパノラマ 表銀座』 NHK BS、2024年11月16日放送[27]